# Качурин, Александр Фёдорович
Качурин Александр Фёдорович — подполковник Российской императорской армии, участник Первой мировой войны, георгиевский кавалер.

## Биография
Окончил Нижегородский кадетский корпус. В 1909 году в звании капитана нёс службу в Сибирском резервном дивизионе горной артиллерии, располагавшемся в Барнауле.
Принимал участие в Первой мировой войне. Во время боя у деревни Брюховичи на реке Гнилая Липа 17 (30) августа 1914 года, командуя 4-й батареей 13-й артиллерийской бригады, занял слабо маскированную позицию на северо-восточной окраине деревни Костенев на расстоянии около 700 саженей от окопов противника, располагавшихся на правом берегу той же реки, и под сильным ружейным и артиллерийским огнём противника вёл меткую стрельбу по вражеской артиллерии и пехоте, чем способствовал успеху наступления и атаки российской пехоты. Погиб во время боя. Высочайшим приказом от 1915 года был награждён посмертно орденом Святого Георгия IV степени.